# Saphaea

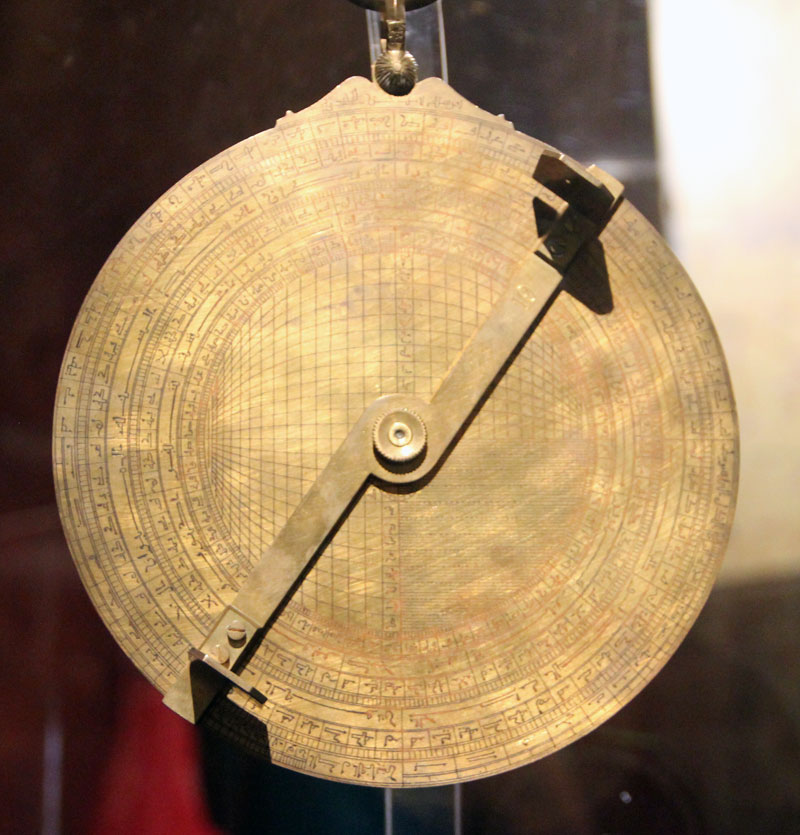
Saphea d'Azarchel exposée dans la Tour de la Calahorra de Cordoue.

La saphaea, ou saphea (de l'arabe الصفيحة [as-safiha], « plaque, planche, tablette »), est un type d'astrolabe universel, c'est-à-dire utilisable sous n'importe quelle latitude.

## Invention
La saphea a été créée par l'astronome Al-Zarqali (1029?-1087?) (dont le nom a été latinisé en « Azarchel »). Il a travaillé à Cordoue, sa ville natale, et à Tolède, au XIe siècle.
Gemma Frisius a adapté l'astrolabe d'Al-Zarqali à une utilisation horizontale pour les nécessités de la triangulation.

## Fonctionnement
Dans son Traité de la saphea, Azarchel décrit une nouvelle méthode pour projeter la sphère céleste sur un plan. Elle projette à la fois les coordonnées du système équatorial et du système écliptique sur un plan vertical qui coupe la sphère céleste aux solstices. Il ajoute aussi quelques étoiles importantes à ce système de grille, donc sa solution est dite universelle, ce qui permet d'éviter d'avoir à graver une nouvelle plaque d'astrolabe sous chaque latitude.

## Compléments